# Johanna Weber
Johanna Weber (Düsseldorf, Alemania, 8 de agosto de 1910-Surrey, Reino Unido, 24 de octubre de 2014) fue una matemática y aerodinámica británica. Es más conocida por sus contribuciones al desarrollo del bombardero Handley Page Víctor y del Concorde.

## Biografía
Johanna Weber nació en una familia de origen valón en Düsseldorf, Alemania, el 8 de agosto de 1910. Su padre murió en la Primera Guerra Mundial. Como "huérfana de guerra", tuvo derecho a recibir apoyo financiero y asistió a una escuela religiosa de monjas.
En 1929, comenzó a estudiar química y matemáticas en la Universidad de Colonia, pero un año más tarde se trasladó a la Universidad de Gotinga. Se graduó con honores de primera clase en 1935 y luego se formó como maestra durante dos años. Como no se unió al Partido Nazi, no se le permitió ocupar un puesto docente. El resto de su familia, compuesta por su madre y su hermana, necesitaba apoyo financiero, por lo que buscó empleo en la industria armamentística.

### Trayectoria profesional
Se incorporó a Krupp en Essen como investigadora en balística. Su trabajo implicaba tediosos cálculos matemáticos utilizando las calculadoras mecánicas Brunsviga.

#### Instituto de Investigación Aerodinámica
En 1939, se unió al Instituto de Investigación Aerodinámica (Aerodynamische Versuchsanstalt Göttingen) en Göttinga. Formó parte de un pequeño equipo teórico y su formación inicial en aerodinámica consistió en correcciones en el túnel de viento. Allí conoció a Dietrich Küchemann y comenzó su colaboración de por vida con él.
La comunidad científica del Instituto ya había elaborado una teoría consistente del flujo alrededor de un avión. Sin embargo, se trataba de una aproximación que utilizaba singularidades para representar los vórtices que generaban sustentación, y a Weber se le asignó la tarea de mejorarla. Se dio cuenta de que parte de su trabajo se superponía con la investigación de Küchemann sobre las entradas de aire de los motores a reacción. Trabajaron en equipo: Weber se ocupó del desarrollo teórico y de las pruebas en el túnel de viento, y Küchemann marcó la dirección de la investigación basándose en sus consultas con las personas fabricantes. Durante el período de la Segunda Guerra Mundial, crearon un conjunto importante de obras.

#### Establecimiento Real de Aeronaves
Tras la captura de Gotinga por el ejército estadounidense en 1945, la ciudad cayó en la zona de ocupación británica. Los británicos pagaron a Weber y Küchemann para que compilaran una monografía de sus investigaciones. Estas formarían la base de su texto Aerodinámica de la Propulsión. También alentaron a la comunidad científica alemana a aceptar contratos de seis meses en varias instalaciones de defensa en el Reino Unido como parte del plan combinado de Estados Unidos y el Reino Unido (Operación Paperclip y Operación Surgeon) para adquirir servicios y tecnologías alemanas. En octubre de 1946, Küchemann se unió al departamento de Aerodinámica del Royal Aircraft Establishment (RAE) en Farnbourough y convenció a Weber para que se uniera a él.  Ambos continuaron renovando sus contratos de seis meses, aunque permanecieron clasificados como extranjeros enemigos, hasta 1953, cuando ambos obtuvieron la ciudadanía británica.
Weber, como la única mujer entre los científicos alemanes, fue alojada en una residencia del personal de la RAE. Se incorporó a la división de Túneles de Viento de Baja Velocidad de la RAE, que estaba dirigida por Frances Bradfield. Comenzó a trabajar experimentalmente en tomas de aire con John Seddon.
En 1946, el Ministerio del Aire británico especificó un bombardero a reacción de alcance medio capaz de transportar un arma nuclear. El bombardero de  Handley Page Víctor fue el más ambicioso de los diseños propuestos. Küchemann se había mantenido al día de los trabajos alemanes sobre aviones de ala en flecha, en particular el ala en forma de media luna, y la aerodinámica del vuelo supersónico. El bombardero Handley Page Víctor tendría tres alas segmentadas en forma de media luna, cada una con un ángulo de barrido diferente. Weber colaboró con los cálculos e incorporó otras mejoras de diseño, incluidas las entradas de aire del motor basadas en el trabajo que había realizado con Küchemann durante la guerra. Sus modelos aerodinámicos lineales simples fueron calculados a mano por un equipo de mujeres "computadoras". En septiembre de 1945, coescribió con Küchemann un artículo que analizaba la aerodinámica de la nueva ala y el fuselaje.
El trabajo posterior de Weber con Küchemann consistió en mejorar la teoría de la aerodinámica subsónica. Los métodos iniciales trataban el espesor del ala y la sustentación de forma aislada. En la década de 1950, desarrolló un tratamiento simultáneo de todas las características de un ala (espesor, torsión, flecha, inclinación de las ruedas delanteras) para predecir la distribución de la presión del aire sobre ella. El equipo de aviones Vickers resolvió luego el problema inverso: el de determinar la forma del ala que mejor se adaptaba a la distribución de presión requerida. La forma de ala resultante, la más avanzada para un avión civil, se utilizó en el avión de pasajeros Vickers VC10.

##### Concorde
Investigó sobre el transporte supersónico. En 1955, demostró que un ala delta delgada con un alto ángulo de ataque podía generar suficiente sustentación para proporcionar capacidad de despegue y aterrizaje, permitiendo al mismo tiempo un rendimiento supersónico eficiente. Küchemann luego defendió esta configuración de ala ante el gobierno del Reino Unido, lo que resultó en el respaldo financiero para un avión de pasajeros Mach 2 por parte del Comité Asesor de Transporte Supersónico (STAC, por sus siglas en inglés) en 1956.
En 1961, se construyó un prototipo de avión, el Handley Page HP.115, para probar el rendimiento a baja velocidad del ala delta.
Hizo dos contribuciones fundamentales al esfuerzo supersónico: herramientas para predecir la resistencia en un avión esbelto de ala delta durante el vuelo supersónico, y dar forma al ala para permitir la formación de vórtices en su borde delantero, en lugar de encima o debajo de él. Su trabajo a partir de 1959 contribuyó al diseño y la posterior construcción del Concorde.

##### Airbús
Después del Concorde, volvió a las investigaciones subsónicas. En particular, analizó las condiciones bajo las cuales los métodos que abordan flujos de aire más lentos que la velocidad del sonido continúan siendo aplicables a niveles supercríticos. Su refinamiento de las teorías existentes, que se basaban en flujos incompresibles, ayudó a automatizar los cálculos para generar soluciones exactas, en lugar de aproximadas. Una de las principales fuentes de ineficiencia aerodinámica era la unión del ala y el fuselaje, y ella fue capaz de modelar todo su perfil tridimensional. Estos métodos, junto con otros que evolucionaron a partir del desarrollo del VC10, se utilizaron en el diseño del avión Airbus A300B, el primer bimotor de fuselaje ancho del mundo.

### Jubilación
Se jubiló en 1975 con el grado de Directora Científica Principal Superior y continuó trabajando para la RAE como consultora. Tenía casi 100 artículos a su nombre. En 1976, tras la muerte de Küchemann, colaboró en la publicación de su libro El diseño aerodinámico de aeronaves, que se publicó en 1978. Ella anunció que tras dicha publicación había terminado con la aerodinámica.Después de jubilarse, descubrió nuevos intereses en psicología y geología, asistiendo a clases en la Universidad de Surrey.

## Vida personal
Permaneció soltera toda su vida. Vivió en el albergue de la RAE hasta 1953, y luego se mudó a un apartamento contiguo a la casa de Küchemann en Wrecclesham, Surrey, donde vivió hasta 1961, cuando adquirió la casa contigua a la de los Küchemann. Le resultó difícil obtener una hipoteca, ya que los bancos y las sociedades de crédito hipotecario tendían a no prestar a mujeres solteras para la compra de una vivienda en ese momento. 
Su hermana menor, con quien tenía una relación muy estrecha, había tenido mala salud durante la mayor parte de su vida. Weber la apoyaba a ella y a su madre económicamente, enviándoles dinero a Alemania, y quería regresar con ellas. Su hermana murió a la edad de 50 años.
Vivió en su casa hasta 2010. Murió en un hogar para la tercera edad en Farnham, Surrey, el 24 de octubre de 2014.

## Obra
- Küchemann, Dietrich; Weber, Johanna (1948). Application of theory of incompressible flow around a swept wing at high subsonic mach numbers. London: Ministry of Supply.
- Küchemann, Dietrich; Weber, Johanna (1949). Design of wing junction, fuselage and nacelles to obtain the full benefit of sweptback wings at high Mach number: Addendum, additional tables of coefficients. London: Ministry of Supply.
- Küchemann, Dietrich; Weber, Johanna (1951). Annular bodies of infinite length with circulation for smooth entrance. Washington, D.C.: National Advisory Committee for Aeronautics.
- Küchemann, Dietrich; Weber, Johanna (November 1951), Concerning the flow about ring-shaped cowlings. Part II, Annular bodies of infinite length with circulation for smooth entrance, Washington, D.C.: National Advisory Committee for Aeronautics, Technical Memorandum 1326, «Translation of ZWB Forschungsbericht Nr. 1236/2 November 11, 1940».
- Küchemann, Dietrich; Weber, Johanna (1953). Aerodynamics of Propulsion. McGraw-Hill.
- Küchemann, Dietrich; Weber, Johanna; Brebner, G.G. (1958). Low speed tests on 45 deg swept-back wings. London: HMSO.
- Küchemann, Dietrich; Weber, Johanna (1968). «Analysis of some performance aspects of various types of aircraft, designed to fly at different ranges and speeds». Progress in Aeronautical Sciences 9. doi:10.1016/0376-0421(68)90008-0.